# Madathisanotia madagascariensis
Madathisanotia madagascariensis är en fjärilsart som beskrevs av Rothschild 1924. Madathisanotia madagascariensis ingår i släktet Madathisanotia och familjen nattflyn. Inga underarter finns listade i Catalogue of Life.